# André Padoux
André Padoux (Pechino, 13 aprile 1920 – Parigi, 16 luglio 2017) è stato un indologo francese.
André Padoux fu direttore di ricerca onorario presso il Centre national de la recherche scientifique (CNRS), organismo pubblico francese per la ricerca scientifica e tecnologica. Autore di numerosi testi e pubblicazioni, è attualmente considerato uno fra i massimi specialisti europei del tantrismo.

## Vita e impegno
Figlio di un diplomatico francese impiegato a Pechino, André Padoux, dopo essersi diplomato in lettere (con una certificazione anche in lingua cinese), proseguì gli studi a Lione e Parigi, laureandosi in scienze politiche nel 1946. Fu impiegato per tre anni come membro della delegazione francese all'UNESCO, quindi come addetto culturale presso l'ambasciata francese in Oslo. Dal 1953 al 1959 ricoprì il medesimo incarico presso l'ambasciata francese a Nuova Delhi.
Già in giovane età, nel 1940, Padoux aveva intrapreso lo studio della lingua e della letteratura sanscrita sotto la guida di Louis Renou; studi che aveva poi proseguito anche in Norvegia con Georg Morgenstierne. Quando fu in India, a Nuova Delhi conobbe l'indologa Lilian Silburn che lo incoraggiò a proseguire gli studi, approfondendo le opere del filosofo indiano Abhinavagupta, cosa che egli fece a Srinagar dal 1958 al 1959, anche con l'assistenza del Pandit Lakshman Joo, moderno esponente della tradizione tantrica del Trika.
Tornato in Francia, con la tesi, pubblicata nel 1963, Recherces sur la symbolique et l'énergie de la parole dans certains textes tantrique ("Ricerche sul simbolismo e l'energia della parola in alcuni testi tantrici"), André Padoux si addottorò come indologo.
Nel 1964 divenne direttore dell'Istituto Francese a Francoforte. Ricoprì il suo ultimo incarico come diplomatico dal 1969 al 1972 presso l'Ambasciata Francese in Ungheria, continuando quindi, nel 1973, la sua carriera accademica presso il CNRS, del quale era già divenuto membro nel 1959. Qui, dal 1982 al 1989, fu direttore dell'équipe di ricerca N°249 del CNRS intitolata "L'induismo, testi, dottrine, pratiche". Sempre nel 1982, divenne direttore di ricerca onorario presso il medesimo istituto.

## Pubblicazioni in lingua francese
- Le Parâtrisikâlaghuvrtti d'Abhinavagupta. Texte traduit et annoté par A. Padoux. Publications de l'Institut de Civilisation Indienne du Collège de France (Fasc. 38), Paris, 1975.
- L'énergie de la parole, cosmogonies de la parole tantrique, Fata Morgana, 1994 (réimpression). Édité précédemment par Le Soleil Noir, Paris, 1980. Texte publié préalablement sous le titre Recherches sur la symbolique et l'énergie de la parole dans certains textes tantriques. Publications de l'Institut de Civilisation Indienne du Collège de France (Fasc. 21), Paris, 1964-1975.
- Mantras et diagrammes rituels dans l'hindouisme, dirigé par A. Padoux, Éditions du CNRS, Paris, 1986.
- L'image divine. Culte et méditation dans l'hindouisme, dirigé par A. Padoux, Éditions du CNRS, Paris, 1990.
- Le coeur de la yogini (yoginîhrdaya), avec le commentaire Dîpikâ d'Amrtânanda, traduit et annoté par A. Padoux. Publications de l'Institut de Civilisation Indienne du Collège de France (Fasc. 63), Paris, 1994.
- La lumière sur les Tantras. Le Tantraloka d'Abhinavagupta. Texte sanskrit, présenté, traduit et annoté par Lilian Silburn  et André  Padoux, Publications de l'Institut de Civilisation Indienne du Collège de France (Fasc. 66), Paris, 1998.
- Tantrikabhîdhanakôsa. Dictionnaire des termes techniques de la littérature hindoue tantrique. H. Brunner, G. Oberhammer et A. Padoux, VÖAW, Vienne,  2000 (Tome 1) et  2004 (Tome 2).
- Mélanges tantriques à la mémoire d'Hélène Brunner, dirigé par André Padoux et Dominic Goodall, Institut Français de Pondichéry et l'École française d'Extrême-Orient, Paris, 2007.
- Comprendre le tantrisme. Les sources hindoues, Albin Michel, Paris, 2010.
- Tantric Mantras : studies on mantrasastra, Routledge, 2011. Recueil d'une version anglaise de plusieurs articles écrits par André Padoux  sur divers aspects des mantras tantriques.

## Pubblicazioni in altre lingue
- (EN)  Vâc. The Concept of the Word in Selected Hindu Tantras (L'énergie de la parole, cosmogonies de la parole tantrique), Albany,  State University of New York Press, 1990 épuisé; réimpression: Delhi,  Sri Satguru Publications, 1992.
- Tantra (Comprendre le tantrisme. Les sources hindoues), a cura di Raffaele Torella, traduzione di Carmela Mastrangelo, Einaudi, 2011.
- Mantra tantrici (Tantric mantras), traduzione di Gianluca Pistilli, Ubaldini, 2012.